# Кучерявий Анатолій Анатолійович
Анато́лій Анато́́лійович Кучеря́вий (1989—2022) — старший солдат Збройних Сил України, учасник російсько-української війни, який загинув під час російського вторгнення в Україну.

## Життєпис
Народився 24 квітня 1989 року в с. Водяне Шполянського району Черкаської області.
З початком російського вторгнення в Україну в 2022 році став на захист України. Служив навідником штурмового взводу 24-го окремого штурмового батальйону «Айдар». У травні 2022 року був нагороджений орденом «За мужність» ІІІ ступеня. Загинув 4 вересня 2022 року під час запеклого бою на Донеччині. Похований у рідному селі Водяне. Посмертно нагороджений орденом «За мужність» ІІ ступеня. 

## Нагороди
- орден «За мужність» II ступеня (9.01.2023) (посмертно) — за особисту мужність і самовіддані дії, виявлені у захисті державного суверенітету та територіальної цілісності України, вірність військовій присязі.[4]
- орден «За мужність» III ступеня (12.05.2022) — за особисту мужність і самовіддані дії, виявлені у захисті державного суверенітету та територіальної цілісності України, вірність військовій присязі.[5]

## Вшанування пам'яті
- 14 жовтня 2022 року в с. Водяне, на фасаді ліцею, де навчався Анатолій Кучерявий, встановлено меморіальну дошку.[6]